# Titularbistum Docimium
Das Bistum Docimium (italienisch diocesi di Docimio, lateinisch Dioecesis Docimensis) ist ein Titularbistum der römisch-katholischen Kirche. 
Es geht zurück auf ein früheres Bistum der antiken Stadt Dokimeion in der kleinasiatischen Landschaft Phrygien in der heutigen westlichen Türkei, das der Kirchenprovinz Amorium angehörte.
| Titularbischöfe von Docimium |                                       |                                     |               |                  |
| Nr.                          | Name                                  | Amt                                 | von           | bis              |
| 1                            | Joachin Felipe Oláiz y Zabalza OFMCap | Apostolischer Vikar von Guam (Guam) | 20. Juli 1914 | 8. Dezember 1945 |
| 2                            | Wacław Majewski                       | Weihbischof in Warschau (Polen)     | 7. Mai 1946   | 14. Januar 1983  |